# Ливовски, Луц
Луц Ливовски (нем. Lutz Liwowski; 30 июля 1967, Дюссельдорф) — немецкий гребец-байдарочник, выступал за сборную Германии в середине 1990-х — начале 2000-х годов. Двукратный чемпион мира, чемпион Европы, участник двух летних Олимпийских игр, победитель многих регат национального и международного значения.

## Биография
Луц Ливовски родился 30 июля 1967 года в городе Дюссельдорфе. Активно заниматься греблей на байдарке начал с раннего детства, проходил подготовку в Эссене, состоял в местном одноимённом спортивном клубе.
Первого серьёзного успеха на взрослом международном уровне добился в 1995 году, когда попал в основной состав немецкой национальной сборной и побывал на домашнем чемпионате мира в Дуйсбурге, откуда привёз награду бронзового достоинства, выигранную в зачёте одиночных байдарок на дистанции 1000 метров. Благодаря череде удачных выступлений удостоился права защищать честь страны на летних Олимпийских играх 1996 года в Атланте — в одиночках на пятистах метрах финишировал пятым, тогда как на тысяче метрах показал в решающем заезде четвёртый результат, немного не дотянув до призовых позиций.
В 1998 году Ливовски выступил на мировом первенстве в венгерском Сегеде, где стал бронзовым призёром в одиночках на пятистах метрах и чемпионом в одиночках на тысяче метрах. Год спустя на чемпионате мира в Милане защитил полученный чемпионский титул в километровой гонке одиночных байдарок. Ещё через год на европейском первенстве в польской Познани получил в той же дисциплине бронзу. Будучи одним из лидеров гребной команды Германии, благополучно прошёл квалификацию на Олимпийские игры 2000 года в Сиднее — в одиночках на пятистах метрах финишировал в финале пятым, в то время как на тысяче метрах на стадии полуфиналов был дисквалифицирован из-за фальстарта.
После сиднейской Олимпиады Луц Ливовски остался в основном составе немецкой национальной сборной и продолжил принимать участие в крупнейших международных регатах. Так, в 2001 году он представлял страну на чемпионате Европы в Милане, где в одиночках на дистанции 1000 метров обогнал всех своих соперников и завоевал золотую медаль. Кроме того, на чемпионате мира в Познани взял в той же дисциплине бронзу. В следующем сезоне на европейском первенстве в Сегеде в километровой гонке одиночек получил бронзовую медаль. Вскоре по окончании этих соревнований принял решение завершить карьеру профессионального спортсмена, уступив место в сборной молодым немецким гребцам.